# محمد سعيد باشا الصغير
محمد سعيد باشا (بالتركية العثمانية: محمد سعيد پاشا)‏ (1830-1914) المعروف أيضا باسم كوتشوك سعيد باشا (سعيد باشا الصغير) أو شابور جلبي أو في شبابه مابين باشكاتب سعيد بك سياسي ورجل دولة عثماني ورئيس رئيس تحرير صحيفة الحوادث التركية "Jerid-Havadis".[بحاجة لمصدر]
أصبح السكرتير الأول للسلطان عبد الحميد الثاني بعد وقت قصير من تولي السلطان ويقال أنه قد ساهم في تحقيق تركيز السلطة في يديه، لاحقاً أصبح تباعا ناظر الداخلية ثم محافظ مدينة بورصة، وصولا إلى منصب الصدر الأعظم عام 1879، وتولى ذلك المنصب سبع مرات في عهد عبد الحميد  مرة وحيدة في عهد خليفته محمد الخامس. كان معروفاً بمعارضته لتوسع النفوذ الأجنبي في الدولة العثمانية.
في عام 1896 لجأ في السفارة البريطانية في اسطنبول، وعلى الرغم من التأكيد على حريته الشخصية وسلامه فقد ظل عملياً سجيناً في بيته، ثم عاد إلى الصدارة مؤقتاً مرة أخرى خلال ثورة 1908. في 22 يوليو خلف محمد فريد باشا كصدر أعظم، ولكن في 6 أغسطس تم استبداله  بكامل باشا الأكثر ليبرالية بإصرار من حركة تركيا الفتاة. أيضاً خلال عام 1908 اشترى محمد سعيد باشا الرواق الشهير في بايوغلو باسطنبول المعروف اليوم بممر الزهور وكان يعرف حينئذ بـ«ممر سعيد باشا».
خلال الأزمة الإيطالية في 1911-12 تم استدعائه مرة أخرى إلى رئاسة الوزراء.تمت إزاحته من السلطة مرة أخرى بعد انقلاب 1912 (الذي دعم حزب الحرية والائتلاف (الاتحاد الليبرالي) ضد لجنة الاتحاد والترقي) وحلت محلها حكومة جديدة مدعومة من قبل الحزب والضباط الحماة. في عام 1913 عاد الاتحاد والترقي للسلطة مرة أخرى بعد انقلاب الباب العالي.

## وصلات خارجية
- Bibliography of Küçük Mehmed Said Pasha (بالتركية)

تحوي هذه المقالة معلومات مترجمة من الطبعة الحادية عشرة لدائرة المعارف البريطانية لسنة 1911 وهي الآن ضمن الملكية العامة.[وصلة مكسورة]
(بالتركية)
تحوي هذه المقالة معلومات مترجمة من الطبعة الحادية عشرة لدائرة المعارف البريطانية لسنة 1911 وهي الآن ضمن الملكية العامة.